# Couchbase, Inc.
Couchbase, Inc. est une société de logiciels privée qui développe et fournit des packages commerciaux et un support pour Couchbase Server et Couchbase Lite, tous deux s'appuyant sur une base de données orientée document, open-source, NoSQL, et multi-modèle, qui stocke des documents JSON et des bases de données à valeur-clé. La société a son siège social à Santa Clara, en Californie, et des bureaux aux États-Unis, en France, au Royaume-Uni, en Espagne, et en Italie.

## Histoire
Tout a commencé par la fondation de NorthScale, en 2009. En mars 2010, NorthScale a annoncé un financement de 5 millions de dollars d'Accel Partners et de North Bridge Venture Partners. Les membres fondateurs étaient James Phillips, Steve Yen et Dustin Sallings, qui ont participé au développement de Memcached. En mai 2010, un investissement de 10 millions de dollars dirigé par le Mayfield Fund a été annoncé pour NorthScale, et Bob Wiederhold a remplacé James Phillips au poste de directeur général. Quelque temps plus tard, en 2010, NorthScale a été renommé Membase, Incorporated.
CouchOne Inc. a également été fondée en 2009 sous le nom de Relaxed, à Berkeley, en Californie. L'entreprise a développé et fourni un support commercial pour le projet open source Apache CouchDB, une base de données de documents. Le financement initial était de 2 millions de dollars, par l'investisseur Redpoint Ventures. Couchbase, Inc. a été créée par la fusion de Membase et CouchOne en février 2011. La société fusionnée visait à créer un système de base de données orienté document, facilement évolutif et hautement performant, commercialisé sous le terme NoSQL.
En août 2011, un financement de 14 millions de dollars a été effectué par Ignition Partners,. En octobre 2011, DoCoMo Capital a annoncé un investissement supplémentaire d'un million de dollars. En août 2013, une autre campagne d'investissement de 25 millions de dollars a été menée par Adams Street Partners. Un investissement supplémentaire de 60 millions de dollars a été réalisé par le nouvel investisseur WestSummit, en juin 2014. 30 millions de dollars ont suivi en mars 2016, cet investissement donnant une évaluation réduite à l'entreprise. Peter Finter a été nommé directeur du marketing en septembre 2016. Matt Cain a remplacé Bob Wiederhold en tant que PDG en avril 2017.
Couchbase a remporté le prix Infoworld Bossie 2012, le prix Dataweek 2012, et le Always-On Global. L'entreprise a été nommée parmi les 50 sociétés FASTTech de VentureWire, dans la liste Structure 50 de GigaOM, et a récemment remporté le prix du fournisseur cool de Gartner.